# خوکچه کوهی جنوبی
خوکچه کوهی جنوبی (نام علمی: Microcavia australis) نام یک گونه از سرده خوکچه کوهی است.